# Château-fort de Rode
Château-fort de Rode (en allemand : Burg Rode) ou château de Rode est un château fort dans le centre de la ville allemande de Rode-le-Duc (en allemand : Herzogenrath) dans l'arrondissement d'Aix-la-Chapelle. Il n'est qu'à quelques centaines de mètres de la frontière avec la municipalité néerlandaise de Kerkrade.

## Histoire
Rode-le-Duc est mentionné pour la première fois en 1104 dans les annales de l'abbaye de Rolduc comme château des comtes de Saffenberg sous le nom de «Castrensis Viculus». Le château est à la fois une forteresse frontalière et un château à péage. En raison du mariage de Mathilda van Saffenberg en 1136, il est devenu une dot pour la maison des ducs de Limbourg. La Wurm est alors non seulement la frontière nationale mais aussi la frontière du diocèse. En 1136, par exemple, le château est situé dans le diocèse de Liège, tandis que la ville basse est dans l' archidiocèse de Cologne. Rode-le-Duc se trouve à une importante jonction médiévale de deux routes commerciales. La première part de Cologne par Rode-le-Duc et continue ensuite le long de l'ancienne voie romaine vers Fauquemont, Maastricht, Tongres et Boulogne-sur-Mer. La seconde emmène de Trèves via Aix-la-Chapelle et Rode-le-Duc à Xanten.
L'importance de ce lieu de péage peut être déduite des listes fiscales du duché de Brabant. Plus de 3300 florins d'or sont collectés ici, ce qui dépasse tous les autres lieux de péage de plus de dix fois. Surtout au vu de la bataille de Worringen en 1288, on peut supposer que le poste de péage à Rode-le-Duc a joué un rôle important dans la guerre de succession du Limbourg. En 1282, le nom Rode-le-Duc est documenté comme "s'Hertogenrode" qui est l'exacte traduction de Rode-le-Duc. Après la fin du duché de Limbourg, le château-fort de Rode est entré en possession des ducs de Brabant. Les seigneurs de Rode-le-Duc étaient également les seigneurs du château Alsdorf.
En 1150, le chevalier Gottfried von Lovenberg est mentionné pour la première fois, le mari d'Adelheidis de Merode. En 1229, le chevalier Harper von Lovenberg, "dictus Mule castelanus ostri et dapifer de Rode", est vicomte du pays brabançon de Rode-le-Duc.
De temps en temps, le château est loué au duché de Juliers, et le château appartenait aux Pays-Bas des Habsbourg de 1544 à l'occupation française de ceux-ci en 1794. Ce n'est que depuis que la frontière a été établie par le Congrès de Vienne en 1815, le château-fort de Rode commença a faire partie du territoire allemand. Et Rode-le-Duc et son château furent séparés de Kerkrade et de l'abbaye de Rolduc.
Au XIXe siècle, le château a été restauré dans un style historicisant.

L'association "Burg Rode Herzogenrath eV" organise régulièrement des événements tels que des concerts, des expositions et des cabarets sur la colline du château. La fête du château a lieu en juin.

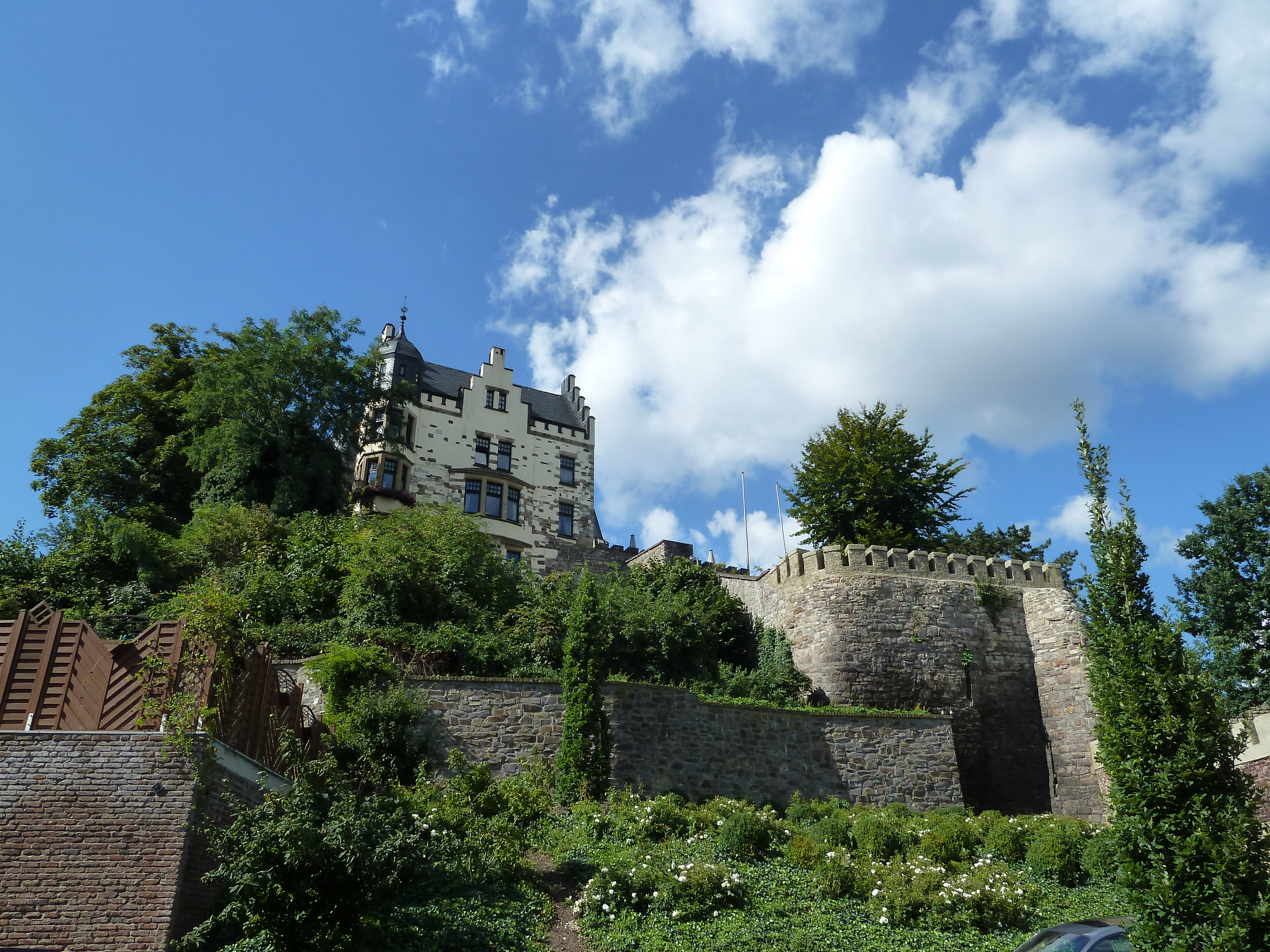
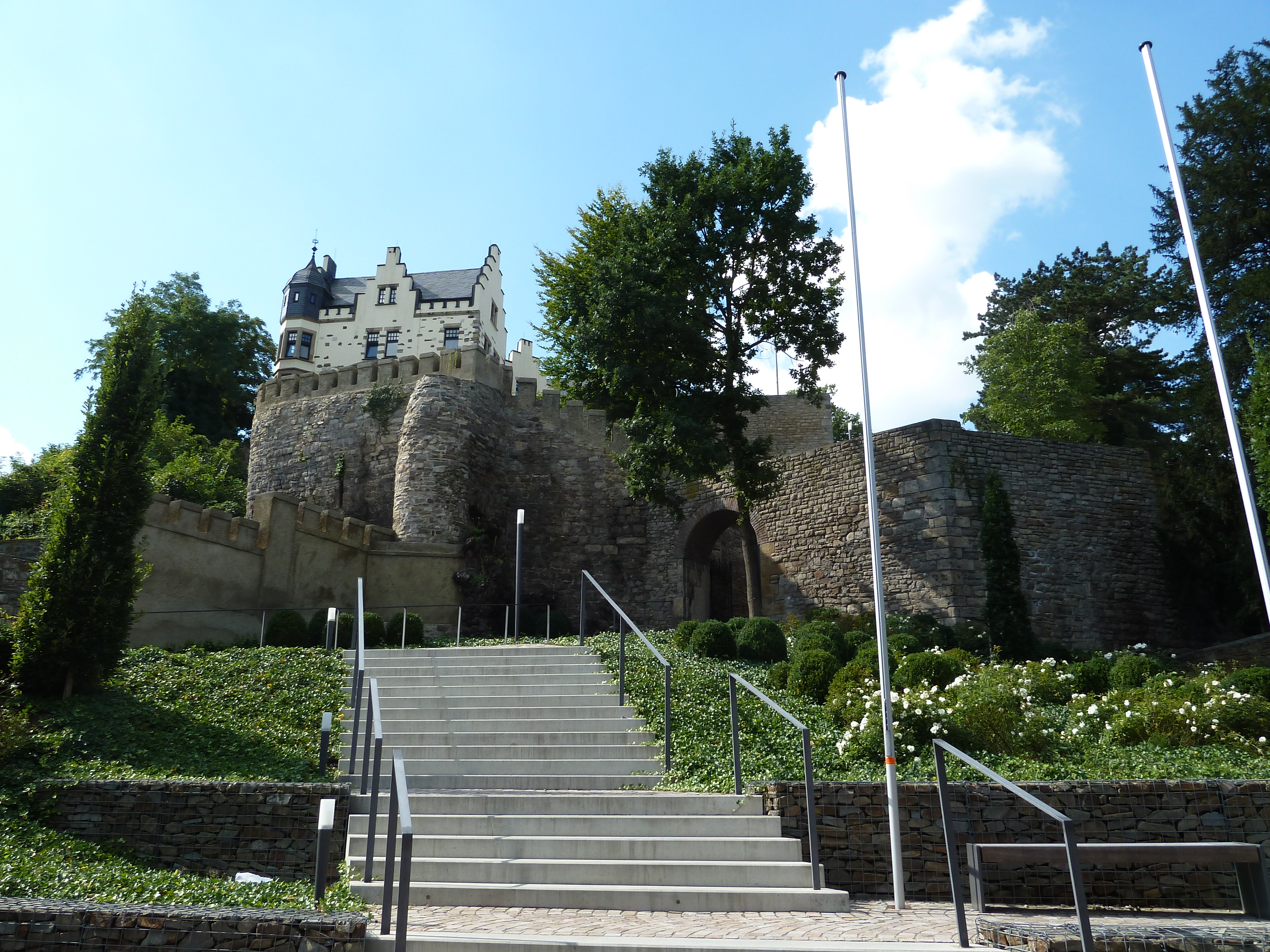
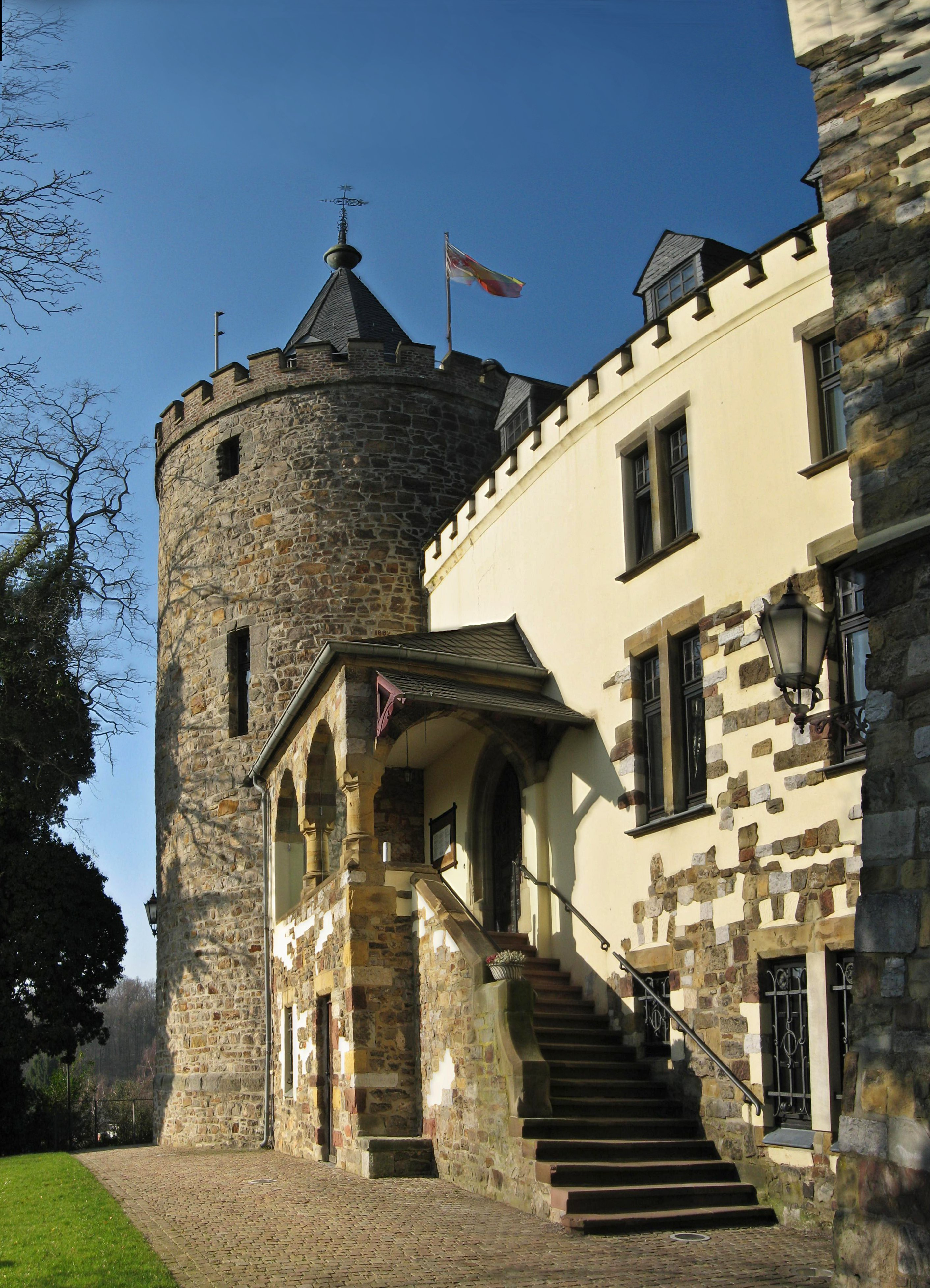